# الده‌مارکت
الده‌مارکت (به هلندی: Oldemarkt) یک منطقهٔ مسکونی در هلند است که در استین‌ویکرلاند واقع شده‌است.